# Divisão de Honra da AF Porto
A Divisão de Honra da AF Porto é o terceiro escalão de futebol distrital da Associação de Futebol do Porto. Entre 1992–93 e 2012–13 foi o principal escalão da AF Porto. A partir da época 2013–14 até 2023–24 foi o segundo escalão.

## Vencedores

### Por época

#### Divisão de Honra - 3º Escalão distrital desde 2024–25
| Época   | Vencedor     |
| ------- | ------------ |
| 2024–25 | SC Freamunde |

#### Divisão de Honra - 2º Escalão distrital de 2013–14 até 2023–24
| Época   | Vencedor                                             |
| ------- | ---------------------------------------------------- |
| 2023–24 | Aparecida FC                                         |
| 2022–23 | FC Lixa                                              |
| 2021–22 | ARC S. Lourenço do Douro                             |
| 2020–21 | AC Alfenense                                         |
| 2019–20 | Série 1 - CD Candal Série 2 - FC Felgueiras 1932 'B' |
| 2018–19 | União Nogueirense FC                                 |
| 2017–18 | Série 1 - FC Foz Série 2 - Gondomar SC 'B'           |
| 2016–17 | Ermesinde 1936                                       |
| 2015–16 | Canelas 2010                                         |
| 2014–15 | AD Baião                                             |
| 2013–14 | Valadares Gaia FC                                    |

#### Divisão de Honra - 1º Escalão distrital de 1992–93 até 2012–13
| Época   | Vencedor             |
| ------- | -------------------- |
| 2012–13 | FC Lixa (2)          |
| 2011–12 | FC Felgueiras 1932   |
| 2010–11 | Infesta              |
| 2009–10 | UD Sousense          |
| 2008–09 | Pedrouços AC         |
| 2007–08 | SC Coimbrões         |
| 2006–07 | Padroense FC         |
| 2005–06 | Amarante FC          |
| 2004–05 | AC Vila Meã          |
| 2003–04 | UD Valonguense (3)   |
| 2002–03 | União Nogueirense FC |
| 2001–02 | FC Lixa              |
| 2000–01 | UD Valonguense (2)   |
| 1999–00 | FC Tirsense          |
| 1998–99 | FC Pedras Rubras     |
| 1997–98 | FC Avintes           |
| 1996–97 | Ermesinde SC         |
| 1995–96 | Canelas Gaia FC      |
| 1994–95 | UD Valonguense       |
| 1993–94 | SC Senhora Hora      |
| 1992–93 | Vilanovense FC       |

### Por clube

#### Divisão de Honra - 3º Escalão distrital desde 2024–25
| Clube        | Venceu | Época(s) |
| ------------ | ------ | -------- |
| SC Freamunde | 1      | 2024–25  |

#### Divisão de Honra - 2º Escalão distrital de 2013–14 até 2023–24
| Clube                    | Venceu | Época(s) |
| ------------------------ | ------ | -------- |
| Valadares Gaia FC        | 1      | 2013–14  |
| AD Baião                 | 1      | 2014–15  |
| Canelas 2010             | 1      | 2015–16  |
| Ermesinde 1936           | 1      | 2016–17  |
| Gondomar SC 'B'          | 1      | 2017–18  |
| FC Foz                   | 1      | 2017–18  |
| União Nogueirense FC     | 1      | 2018–19  |
| FC Felgueiras 1932 'B'   | 1      | 2019–20  |
| CD Candal                | 1      | 2019–20  |
| AC Alfenense             | 1      | 2020–21  |
| ARC S. Lourenço do Douro | 1      | 2021–22  |
| FC Lixa                  | 1      | 2022–23  |
| Aparecida FC             | 1      | 2023–24  |

#### Divisão de Honra - 1º Escalão distrital de 1992–93 até 2012–13
| Clube                | Venceu | Época(s)                   |
| -------------------- | ------ | -------------------------- |
| UD Valonguense       | 3      | 1994–95, 2000–01 e 2003–04 |
| FC Lixa              | 2      | 2001–02, 2012–13           |
| União Nogueirense FC | 1      | 2002–03                    |
| Vilanovense FC       | 1      | 1992–93                    |
| SC Senhora Hora      | 1      | 1993–94                    |
| Canelas Gaia FC      | 1      | 1995–96                    |
| Ermesinde SC         | 1      | 1996–97                    |
| FC Avintes           | 1      | 1997–98                    |
| FC Pedras Rubras     | 1      | 1998–99                    |
| FC Tirsense          | 1      | 1999–00                    |
| AC Vila Meã          | 1      | 2004–05                    |
| Amarante FC          | 1      | 2005–06                    |
| Padroense FC         | 1      | 2006–07                    |
| SC Coimbrões         | 1      | 2007–08                    |
| Pedrouços AC         | 1      | 2008–09                    |
| UD Sousense          | 1      | 2009–10                    |
| Infesta              | 1      | 2010–11                    |
| FC Felgueiras 1932   | 1      | 2011–12                    |

Ref.: 